# Cabinet Filbinger IV
Land de Bade-Wurtemberg
Filbinger III Späth I
Le cabinet Filbinger IV (en allemand : Kabinett Filbinger IV) est le gouvernement du Land de Bade-Wurtemberg entre le 2 juin 1976 et le 30 août 1978, durant la septième législature du Landtag.

## Majorité et historique
Dirigé par le ministre-président chrétien-démocrate sortant Hans Filbinger, ce gouvernement est constitué et soutenu par l'Union chrétienne-démocrate d'Allemagne (CDU). Seule, elle dispose de 71 députés sur 121, soit 58,7 % des sièges du Landtag.
Il est formé à la suite des élections régionales du 4 avril 1976.
Il succède donc au cabinet Filbinger III, également constitué et soutenu par la seule CDU.
À l'occasion de ce scrutin, les chrétiens-démocrates progressent encore, de plus de trois points. Ils parviennent ainsi à renforcer leur majorité absolue acquise en 1972 et confirment leur domination sur la vie politique du Land.
Le 7 août 1978, Hans Filbinger annonce sa démission. Depuis plusieurs mois, la presse révèle en effet des détails sur ses activités de juge de la Kriegsmarine, puis dans les camps de prisonniers britanniques. Bien qu'il ait affirmé le contraire, des informations affirmant qu'il a prononcé au moins trois condamnations à mort. Ces mensonges, ainsi que ses tentatives d'exclure de la fonction publique régionale des personnalités de gauche lui font perdre le soutien de son parti, alors qu'il était pressenti comme candidat à l'élection présidentielle de mai 1979.
À l'issue d'un vote du groupe parlementaire, le ministre de l'Intérieur Lothar Späth est choisi, au détriment du bourgmestre de Stuttgart Manfred Rommel, pour prendre sa succession. Il forme son premier gouvernement le 30 août.

## Composition

### Initiale (2 juin 1976)
- Les nouveaux ministres sont indiqués en gras, ceux ayant changé d'attributions en italique.

| Poste                                                              | Titulaire | Titulaire                                          | Parti |
| ------------------------------------------------------------------ | --------- | -------------------------------------------------- | ----- |
| Ministre-président                                                 |           | Hans Filbinger                                     | CDU   |
| Vice-ministre-président Ministre de l'Éducation                    |           | Wilhelm Hahn                                       | CDU   |
| Ministre de l'Intérieur                                            |           | Karl Schiess (jusqu'au 22/02/1978) Lothar Späth    | CDU   |
| Ministre de la Justice                                             |           | Traugott Bender (jusqu'au 02/11/1977) Guntram Palm | CDU   |
| Ministre des Finances                                              |           | Robert Gleichauf                                   | CDU   |
| Ministre de l'Économie, des Entreprises et des Transports          |           | Rudolf Eberle                                      | CDU   |
| Ministre de l'Alimentation, de l'Agriculture et de l'Environnement |           | Gerhard Weiser                                     | CDU   |
| Ministre du Travail, de la Santé et de l'Ordre social              |           | Annemarie Griesinger                               | CDU   |
| Ministre des Affaires fédérales                                    |           | Eduard Adorno                                      | CDU   |

### Remaniement du11 mai 1978
- Les nouveaux ministres sont indiqués en gras, ceux ayant changé d'attributions en italique.

| Poste                                                              | Titulaire | Titulaire            | Parti |
| ------------------------------------------------------------------ | --------- | -------------------- | ----- |
| Ministre-président                                                 |           | Hans Filbinger       | CDU   |
| Vice-ministre-président Ministre des Finances                      |           | Robert Gleichauf     | CDU   |
| Ministre de l'Intérieur                                            |           | Lothar Späth         | CDU   |
| Ministre de la Science et de la Culture                            |           | Helmut Engler        | CDU   |
| Ministre de l'Éducation et des Sports                              |           | Roman Herzog         | CDU   |
| Ministre de la Justice                                             |           | Guntram Palm         | CDU   |
| Ministre de l'Économie, des Entreprises et des Transports          |           | Rudolf Eberle        | CDU   |
| Ministre de l'Alimentation, de l'Agriculture et de l'Environnement |           | Gerhard Weiser       | CDU   |
| Ministre du Travail, de la Santé et de l'Ordre social              |           | Annemarie Griesinger | CDU   |
| Ministre des Affaires fédérales                                    |           | Eduard Adorno        | CDU   |